# Angelo Mercuriali
Angelo Mercuriali (Ferrara, 17 ottobre 1909 – Milano, 17 dicembre 1999) è stato un tenore italiano.

## Biografia
Tenore lirico dalla voce di bel timbro, dal canto morbido e garbato, definita simpaticamente anche la "voce d'Angelo", studiò canto con il maestro Aldo Malagodi. Esordì il 23 dicembre 1932 al Teatro Verdi di Ferrara nel ruolo di Lord Arturo nella Lucia di Lammermoor di Gaetano Donizetti. Dopo un lungo periodo di gavetta impiegato in ruoli da comprimario, venne scritturato al Teatro della Moda di Torino il 18 maggio 1939 nell'opera Cyrano de Bergerac di Franco Alfano. Nello stesso anno debuttò al Teatro alla Scala di Milano nell'opera Conchita di Riccardo Zandonai a fianco del mezzosoprano Gianna Pederzini. Per il tenore ferrarese si aprì così un lungo periodo di collaborazione con il teatro milanese durato trent'anni.
Mercuriali ricoprì nella sua lunga carriera ben 254 ruoli in 197 opere, cantando al fianco di grandi interpreti come Beniamino Gigli, Maria Callas, Renata Tebaldi, Magda Olivero, Franco Corelli, Giuseppe Di Stefano, Mario Del Monaco, Ettore Bastianini. Nel 1936 sposò il soprano lirico Lina Paletti. L'ultima sua apparizione sulle scene avvenne in una commovente serata del 17 ottobre 1999 (giorno del suo novantesimo compleanno) al Politeama Verdi di Carrara, dove si esibì nel ruolo dell'Imperatore Altoum nella Turandot di Giacomo Puccini. Numerose sono le incisioni discografiche dove si può ascoltare la voce del tenore ferrarese. Fu un comprimario di lusso.